# 31897 Brooksdasilva
31897 Brooksdasilva è un asteroide della fascia principale. Scoperto nel 2000, presenta un'orbita caratterizzata da un semiasse maggiore pari a 2,4369099 UA e da un'eccentricità di 0,1062560, inclinata di 6,27337° rispetto all'eclittica.